# Горња Канада
Горња Канада (енгл. Province of Upper Canada, фр. Province du Haut-Canada), је био део Британске Канаде коју је 1791. основало Краљевство Велика Британија, да би управљала централном делом у „Британске северне Америке”, која је раније била део „провинције Квебек” од 1763. Горња Канада је обухватала цео данашњи јужни Онтарио и сва она подручја северног Онтарија у „Пајс д'ен Хут” која су чинила део Нове Француске, у суштини слив реке Отаве или језера Хурон и Супериор, искључујући било којег дела земље унутар слива Хадсоновог залива. „Горњи“ префикс у имену одражава њен географски положај дуж Великих језера, углавном изнад горњег дела реке Сен Лорен.
Горња Канада је била примарно одредиште лојалистичких избеглица и досељеника из Сједињених Држава након америчке револуције, којима је често давано земљиште да се населе у Горњој Канади. Већ насељено домородачким народима, земљиште за насељавање у Горњој Канади направљено је уговорима између нове британске владе и староседелаца, разменом земљишта за једнократна плаћања или ренте. Нову провинцију је карактерисао њен британски начин живота, укључујући дводомни парламент и одвојено грађанско и кривично право, а не помешано као у Доњој Канади илина другим местима у Британској империји. Подела је створена да би се обезбедила равнотежа, коришћење истих права и привилегија које уживају лојални поданици у другим северноамеричким колонијама. Године 1812. избио је рат између Велике Британије и Сједињених Држава, што је довело до неколико битака у Горњој Канади. Сједињене Државе су покушале да заузму Горњу Канаду, али је рат завршен са непромењеном ситуацијом.
У власти колоније доминирала је мала група људи, позната као „Породични договор”. Они су заузимали већину највиших позиција у Законодавном већу и они су постављали званичнике и тако су практично владали горњом Канадом. Побуна против ове недемократске владе је избила 1837. године али се завршила неуспехом. Представничка влада ће бити успостављена тек 1840-их. Горња Канада је постојала од 26. децембра 1791. до 10. фебруара 1841. године, када је уједињена са суседном Доњом Канадом да би се формирала провинција Канада.

## Оснивање
Као део Париског споразума из 1763. године којим је окончан глобални сукоб Седмогодишњег рата и Француско-индијски рат у Северној Америци, Велика Британија је задржала контролу над бившом Новом Француском, која је поражена у француско и индијанском рату. Британци су успоставили контролу након што се гарнизон Форт Нијагара предао 1759. и Монтреал капитулирао 1760. године, а Британци под водством Роберта Рогерса преузели су формалну контролу над регионом Великих језера 1760. године. Роџерове снаге су заузеле тврђаву Мичилимачкинац 1761. године.
Територије савременог јужног Онтарија и јужног Квебека у почетку су се одржавале као јединствена провинција Квебек, као што је била под Французима. Од 1763. до 1791. године, провинција Квебек је задржала свој француски језик, културна очекивања понашања, праксу и законе. Британци су усвојили Закон о Квебеку 1774. године, који је проширио овласти колоније Квебек тако да укључи део индијског резервата на запад (тј. делове јужног Онтарија), и друге западне територије јужно од Великих језера, укључујући велики део онога што ће постати Северозападна територија Сједињених Држава, укључујући модерне државе Илиној, Индијана, Мичиген, Охајо, Висконсин и делове Минесоте.
Након што се амерички рат за независност завршио 1783. године, Британија је задржала контролу над подручјем северно од реке Охајо. Званичне границе остале су недефинисане до 1795. и Џејовог споразума. Британске власти су подстицале кретање људи на ово подручје из Сједињених Држава, нудећи бесплатно земљиште за подстицање прилива и раста становништва. За насељенике, глава породице је добијала 100 acres (40 ha) и 50 acres (20 ha) по члану породице, а војници су добијали веће грантове. Ови досељеници су познати као лојалисти Уједињеног Краљевства и првенствено су били протестанти који говоре енглески. Прва насеља (Ројал и Катараки) дуж реке Сент Лорен и источног дела језера Онтарио настала су 1784. године, насељена углавном отпуштеним војницима и њиховим породицама.
„Горња Канада“ је постала политички ентитет 26. децембра 1791. када је Парламент Велике Британије усвојио Уставни акт из 1791. Закон је поделио провинцију Квебек на Горњу и Доњу Канаду, али још увек се нису прецизирале званичне границе за Горњу Канаду. Подела је извршена тако да су лојалистички амерички досељеници и британски имигранти у Горњој Канади могли да имају енглеске законе и институције, а становништво Доње Канаде које говори француски могао да задржи француски грађански закон и католичку религију. Први потгувернер био је Џон Грејвс Симко.
„Споразум Џеј”, споразум из 1795. године званично је поставио границе између Британске Северне Америке и Сједињених Држава северно до Великих језера и реке Светог Лоренса. Дана 1. фебруара 1796. главни град Горње Канаде је премештен из Њуарка (сада Нијагара на језеру) у Јорк (сада Торонто), за који је оцењено да је мање рањив на могуће нападе од стране САД.
Акт о унији из 1840, који је британски парламент усвојио 23. јула 1840, а круна прогласила важећом 10. фебруара 1841, спојио је Горњу Канаду са Доњом Канадом да би се формирала Уједињена провинција Канаде.

## Влада

### Покрајинска управа
За устав Горње Канаде се говорило да је „сама слика и транскрипт“ британског устава и да се заснива на принципу „мешовите монархије“ – равнотеже монархије, аристократије и демократије.
Извршни савет Горње Канаде имао је сличну функцију као и Кабинет у Енглеској, али није био одговоран Законодавној скупштини. Они су, међутим, имали консултативни положај и нису били у административним канцеларијама као министри у кабинету. Чланови Извршног већа нису нужно били чланови законодавне скупштине, али су обично били чланови законодавног већа.

### Парламент
Законодавну грану владе чинио је парламент који се састоји од законодавног већа и законодавне скупштине. Када је главни град први пут пресељен у Торонто (тада се звао Јорк) из Њуарка (данашња Нијагара на језеру) 1796. године, зграде парламента Горње Канаде налазиле су се на углу улица Парламента и Фронта, у зградама које су спаљене од стране америчких снага у рату 1812. године, обновљене, а затим поново спаљене случајно 1824. године. Локалитет је на крају напуштен и пребаћен на друго место, западније од тог положаја.
Законодавни савет Горње Канаде био је горњи дом који је управљао покрајином Горња Канада, иако по узору на Британски дом лордова, Горња Канада није имала аристократију. Чланови Законодавног већа, именовани су доживотно и они су чинили језгро олигархијске групе „Породични договор”, који је постао доминантан у влади и економији у покрајини.
Законодавна скупштина Горње Канаде функционисала је као доњи дом у Парламенту Горње Канаде. Њена законодавна моћ била је предмет вета од стране именованог потгувернера, Извршног већа и Законодавног већа.

### Локална управа
Локална управа у провинцији Горња Канада била је заснована на окрузима. Године 1788. створена су четири округа:
- Округ Луненбург, касније „источни округ”
- Округ Мекленбург, касније „средишњи округ”
- Округ Насау, касније „домаћи округ”
- Округ Хесен, касније „западни”

Све промене имена догодиле су се 1792. године.
Мировне судије је именовао подгувернер. Било које две судије које се састају заједно могле би да формирају најнижи ниво правосудног система, судове по захтеву. Почетне седнице суда одржаване су четири пута годишње у сваком округу састављеном од свих резидентних судија. Кварталне седнице су се састајале да надгледају администрацију округа и решавају правне случајеве. Они су, у ствари, формирали општинску власт све док област није инкорпорирана као полицијски одбор или град након 1834. године.
Додатни окрузи су створени од постојећих округа како је становништво расло до 1849. године, када је на снагу ступила локална управа углавном заснована на окрузима. Тада је постојало 20 округа, законодавство за стварање новог округа Кент никада није завршено. Све до 1841. године, окружне службенике је постављао подгувернер.